# Rajabhat-Universität Pibulsongkram
Die Rajabhat-Universität Piibulsongkram (thailändisch มหาวิทยาลัยราชภัฏพิบูลสงคราม, RTGS Mahawitthayalai Ratchaphat Phibunsongkhram) ist eine öffentliche Universität im Rajabhat-System in Phitsanulok, Nord-Thailand.

## Geschichte

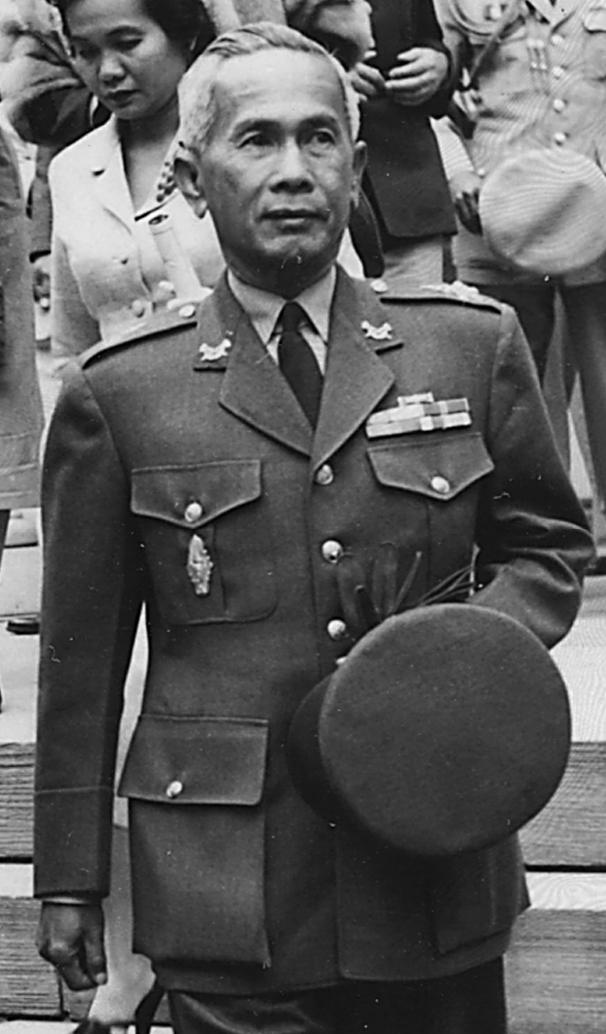
Feldmarschall Phibunsongkhram (1897–1964), der Namensgeber der Universität

Die Rajabhat-Universität Pibulsongkram entstand 1926 als Lehrerausbildungsanstalt gemäß dem königlich-thailändischen Grundschulgesetzes von 1921. Am 7. Januar 1926 nahm König Rama VII. zusammen mit Königin Ramphaiphanni an der Eröffnungszeremonie teil und gab der Anstalt den Namen Phitsanuwittayayon. Die Ausbildung für Lehrer an öffentlichen Schulen dauerte seinerzeit zwei Jahre. 1933 wurde eine getrennte Anstalt für weibliche Lehrer eröffnet, die 1956 mit der der männlichen Lehrer zum Pibulsongkram-Lehrerkolleg zusammengelegt wurde, dessen Name an den ehemaligen Ministerpräsidenten Feldmarschall Plaek Phibunsongkhram erinnert.
Seit 1976 bietet die Einrichtung einen Bachelor-Studiengang für Pädagogik an. 1981 zog das Kolleg auf den Campus in Thung Thaleekaeo um. Das Ausbildungsgesetz von 1984 erlaubte es den Lehrerkollegien, auch andere Fächer als Pädagogik anzubieten. Am 14. Februar 1992 gab König Bhumibol Adulyadej (Rama IX.) der Hochschule den neuen Namen Rajabhat-Institut Pibulsongkram. Im Rahmen des Rajabhat-Universitätsgesetzes, das der König am 14. Juni 2004 in Kraft setzte, wurden alle Rajabhat-Institute zu Universitäten hochgestuft, so auch das Rajabhat-Institut Pibulsongkram.

## Akademische Einrichtungen
- Fakultät für Pädagogik
- Fakultät für Gesellschaftswissenschaften und Sozialkunde
- Fakultät für Management
- Fakultät für Naturwissenschaften
- Fakultät industrielle Technologie
- Fakultät für Agrartechnologie

## Symbole und Motto
Die Universitätsfarben sind grün und weiß. Das Motto der Universität lautet Universitätsausbildung für regionale Entwicklung.